# Meerderheidsstelsel
Een meerderheidsstelsel, ook wel majoritair of klassiek districtenstelsel genoemd, is in een parlementaire democratie een van de manieren waarop de volksvertegenwoordiging kan worden gekozen, kiessysteem of kiesstelsel genoemd. Het beginsel daarbij is, dat een politieke partij of een persoon in een bepaald gebied (district) een bepaalde meerderheid van de stemmen moet behalen om een zetel te krijgen in de volksvertegenwoordiging waarvoor de partij of persoon zich verkiesbaar heeft gesteld. Er zijn hierbij meerdere mogelijkheden, maar twee veelgebruikte stelsels zijn die waarbij in een kiesdistrict een absolute meerderheid moet worden behaald, meer dan de helft van de geldig uitgebrachte stemmen, en een stelsel waarbij een relatieve meerderheid moet worden behaald: de partij of persoon die de meeste stemmen krijgt in een district krijgt de zetel(s). 

Landen met een meerderheidsstelsel.

In Frankrijk geldt het meerderheidsstelsel in zijn absolute vorm. Omdat bijna nooit een kandidaat in een district direct een meerderheid behaalt, is dan een tweede ronde nodig. In Nederland gold dit systeem tot 1917.
In onder meer de Verenigde Staten en het Verenigd Koninkrijk is gekozen voor het meerderheidsstelsel in zijn relatieve vorm. De zetel van een district wordt gewonnen als de kandidaat de meeste stemmen heeft behaald, ook al komt hij of zij niet verder dan 25% van de stemmen.
In België en Nederland, en bijvoorbeeld ook Duitsland, Denemarken, Polen en Spanje, geldt een kiessysteem van evenredige vertegenwoordiging. Daarbij krijgt niet alleen de partij of persoon die de meeste stemmen in een district haalt een zetel in de volksvertegenwoordiging, maar iedereen die meedoet aan de verkiezingen en boven een minimum aantal stemmen uitkomt, in verhouding naar het totaal aantal uitgebrachte stemmen.

## Vormen van het meerderheidsstelsel
Van het meerderheidsstelsel zijn er verschillende vormen. Een bekende vorm is het first past the post-systeem, maar er zijn ook andere vormen mogelijk, zoals het alternatief-stemsysteem en het tweerondensysteem.

### First past the post (FPTP)
Bij een first past the post-systeem krijgt een kiezer de keuze uit verschillende partijen die elk één kandidaat verkiesbaar stellen. De kiezer kan stemmen op enkel een van deze kandidaten. De kandidaat die de meeste stemmen krijgt wint, ongeacht of dit een meerderheid van alle stemmen is. Omdat een kandidaat hier niet noodzakelijk een absolute meerderheid van de stemmen (meer dan de helft, oftewel 50% + 1) nodig heeft, is hier sprake van een pluraliteitsysteem: een kandidaat heeft het hoogste aantal stemmen van alle kandidaten nodig om verkozen te worden. Het FPTP-systeem komt vaak voor in landen waar sprake is van een districtenstelsel. Het first past the post-systeem wordt vaak als synoniem gezien van het meerderheidsstelsel, maar dit is slechts een van de vijf vormen.
Bij een verkiezing met vier kandidaten, waarbij er slechts één verkozen kan worden in een First Past The Post-systeem, kan een verkiezing er als volgt uit zien:
| Kandidaat | Stemmen | Absolute meerderheid van stemmen? | Verkozen? |
| --------- | ------- | --------------------------------- | --------- |
| A. Anders | 15      | Nee                               | Nee       |
| B. Beter  | 33      | Nee                               | Nee       |
| N. Nieuw  | 45      | Nee                               | Ja        |
| M. Meer   | 7       | Nee                               | Nee       |
| Totaal    | 100     | 100                               | 100       |

Bij de verkiezingen in District X heeft geen enkele kandidaat een gewone meerderheid, oftewel meer dan de helft van de stemmen, behaald. Toch wordt kandidaat N. Nieuw verkozen, omdat hij van alle kandidaten het meeste stemmen heeft gekregen.
Er zijn verschillende vormen van het first past the post-systeem: winner takes all, blokstem en partijblokstem.

#### Winner takes all
De meest gangbare variant is het winner takes all-systeem. Hierbij brengen kiezers één stem uit. De kandidaat met de meeste stemmen "wint" het hele district. Zijn tegenkandidaten worden dan niet vertegenwoordigd in het district, ongeacht hoeveel stemmen ze behaald hebben. Bij dit systeem is er vaak maar één zetel of positie te vergeven. Dit is de vorm die men veelal associeert met het meerderheidsstelsel.

#### Block Vote
Bij de blokstem (Block Vote), vooral in Suriname ook personenmeerderheidsstelsel genoemd, kan een kiezer meerdere stemmen uitbrengen. Sterker nog, een kiezer heeft zoveel stemmen te vergeven als er te vergeven zetels zijn, maar kan niet twee keer op één kandidaat stemmen. Een kiezer kan dus op veel verschillende kandidaten stemmen en als het ware zijn eigen ideale of strategisch gekozen invulling van de zetels kiezen. Daarbij maakt het niet uit bij welke partij de kandidaten behoren. De kandidaten met de meeste stemmen nemen de zetels in. Op dit moment is dit systeem in geen enkel land op nationaal niveau in gebruik. In Suriname worden op deze wijze de ressortraden verkozen.

#### Partijblokstem
Bij de partijblokstem (Party Block Vote) heeft elke kiezer één stem te vergeven. Deze stem brengt hij uit op een partij en niet op een specifieke kandidaat. De partij die het meeste stemmen behaalt, wint alle beschikbare zetels en vult deze met de lijst kandidaten.

### Alternatief-stemsysteem
Bij een alternatief-stemsysteem of alternative vote system (AV) heeft een kiezer de keuze uit verschillende kandidaten, die de kiezer kan rangschikken. Hierbij geeft de kiezer een '1' aan bij diens eerste keuze, een '2' bij de tweede keuze, et cetera. Bij het AV-systeem heeft een kandidaat meer dan de helft van de stemmen nodig om verkozen te worden. Simpelweg de meeste eerste keuzes krijgen is niet genoeg. Hier is dus sprake van een meerderheidssysteem. Wanneer een kandidaat bij meer dan de helft van de stemmen op de eerste plek is geplaatst, is hij verkozen. Heeft geen van de kandidaten een absolute meerderheid van de stemmen behaald, dan wordt de kandidaat met de minste eerste-keuze-stemmen geëlimineerd. De stembiljetten die de geëlimineerde kandidaat als eerste keuze hadden, 
worden overgeheveld naar de kandidaat die op de stembiljetten als tweede keuze staat aangegeven. Dit proces wordt herhaald tot er een kandidaat is met een absolute meerderheid. Landen die dit systeem gebruiken zijn bijvoorbeeld Australië en Papoea-Nieuw-Guinea.

### Tweerondensysteem

Stemmen in twee rondes

Bij een tweerondensysteem vinden er twee ronden plaats waarin kiezers hun stem uit kunnen brengen. Bij de eerste ronde wordt er doorgaans gebruik gemaakt van het FPTP-systeem, vaak in de Winner Takes All-vorm. Wanneer een kandidaat in de eerste ronde al een (absolute) meerderheid van de stemmen behaalt, is er geen tweede ronde nodig. Wanneer dit niet het geval is, wordt er gebruik gemaakt van de tweede stemronde, doorgaans op een latere datum (bijvoorbeeld een week later).
Het systeem, dat zijn oorsprong heeft in Frankrijk tijdens de Julimonarchie, wordt ook ballotage genoemd. Ook in het nieuwe België werd dit overgenomen (initieel een stemronde op dezelfde dag, vanaf 1877 op een andere dag), maar het meerderheidsstelsel werd later vervangen door evenredige vertegenwoordiging. Het tweerondensysteem wordt in heel veel landen gebruikt, waaronder voor de presidentsverkiezingen in 87 landen.
Een tweede stemronde kan verschillende vormen hebben, maar doorgaans zijn er twee vormen: het meerderheid-run-off-TRS en het meerderheid-pluriteit-TRS.

#### Meerderheid-run-off
Bij meerderheid-run-off-TRS worden, wanneer in de eerste ronde door geen enkele kandidaat een absolute meerderheid is behaald, de twee kandidaten met het hoogste percentage stemmen in de eerste ronde meegenomen naar de tweede ronde. In de tweede ronde kunnen kiezers opnieuw een stem uitbrengen, dit keer op een van de twee overgebleven kandidaten. Omdat er hierbij noodzakelijk een van de twee kandidaten in de tweede ronde een absolute meerderheid behaalt, is hier sprake van een meerderheidssysteem.
Als er meer dan één kandidaat te verkiezen is (bijvoorbeeld in de vroegere Belgische kiesarrondissementen voor de parlementsverkiezingen), gaan dubbel het aantal kandidaten mee naar de twee ronde als er nog zetels te verdelen zijn.

#### Meerderheid-pluraliteit
Bij een meerderheid-pluraliteit TRS moeten de kandidaten in de eerste ronde een bepaald percentage stemmen behalen om door te kunnen naar de tweede ronde. Het bekendste voorbeeld hiervan is Frankrijk, waarbij de grens ligt op 12,5% van de stemmen. Wanneer bijvoorbeeld 5 of 6 partijen allemaal meer dan 12,5% van de stemmen halen, gaan zij allemaal door naar de tweede ronde. In de tweede ronde wordt de kandidaat verkozen die in de tweede ronde de meeste stemmen behaalt. Dit hoeft dus niet noodzakelijk een absolute meerderheid te zijn, en daarmee is dit een pluraliteitsysteem.

## Voordelen van een meerderheidsstelsel
- Het leidt meestal tot een comfortabele meerderheid in het parlement voor de regering. Dit maakt de voortijdige val van een regering onwaarschijnlijk, wat bijdraagt aan de politieke stabiliteit.[8]
- Het is waarschijnlijk dat de grootste partij snel een regering kan vormen naar eigen inzicht; de aanhangers van de winnende partij zien dus snel en duidelijk het gewenste resultaat.
- Het kan leiden tot een nauwere band tussen kiezer en gekozene, omdat elke kandidaat, ook een zittende premier, veelal in verkiezingstijd de straat op gaat en mensen persoonlijk aanspreekt, een tactiek die 'canvassen' wordt genoemd.

## Nadelen van een meerderheidsstelsel
- Kiezers die een andere voorkeur hebben dan een meerderheid van zijn of haar district, hebben weinig kans dat er iemand van de eigen partij van het eigen district in het parlement komt. Dit kan ook aanhangers van grote landelijke partijen overkomen. Hierdoor kunnen kiezers het gevoel krijgen dat hun stem geen verschil maakt, waardoor ze mogelijk niet meer gaan kiezen en de politiek niet meer volgen. Dit kan leiden tot vervreemding van de politiek.
- De voorkeuren van het electoraat als geheel worden slecht afgespiegeld in de zetelverdeling. De partij die een meerderheid heeft in het parlement en zelfstandig een regering kan vormen, hoeft nog geen meerderheid van de kiezers achter zich te hebben. In de praktijk is dat ook regelmatig het geval.
- De geografische verdeling van kiezers, in combinatie met de indeling van de kiesdistricten, heeft veel invloed op de zetelverdeling. Van oudsher kennen bijvoorbeeld de grote steden meer aanhangers van sociaal democratische partijen en zijn in wijken met veel rijke bewoners partijen in het voordeel die hun belangen behartigen. Herindeling van kiesdistricten met het oog op partijbelangen is dan ook geen onbekend verschijnsel. In de Verenigde Staten is er in 1812 naar aanleiding van verkiezingsmanipulatie door gouverneur Gerry, een woord voor uitgevonden, gerrymandering.
- Nieuwe partijen en partijen met weinig kiezers zijn sterk in het nadeel; als een nieuwe of kleine partij al zetels behaalt, is de kans op regeringsdeelname minimaal. Alleen als geen enkele partij een absolute meerderheid van het aantal zetels wint (Engels: 'hung parliament'), kan zo'n partij nodig zijn als junior coalitiepartner. Zelfs dan is de invloed binnen de coalitie meestal onevenredig klein, omdat het aantal zetels onevenredig klein is.
- In een tweepartijenstelsel krijgt de kiezer de keuze uit twee kandidaten. Wanneer de kiezer zich door geen van beide vertegenwoordigd voelt, zal er gekozen moeten worden tussen "twee kwaden". Bovendien zijn deze opties niet erg eenduidig; de twee grootste partijen zijn bijna per definitie 'broad churches', ofwel partijen waarbinnen verschillende stromingen bestaan. De plaatselijke kandidaat van een van de grote partijen kan tot een andere stroming behoren dan die van de kiezer. Ook komt het voor dat een plaatselijke kandidaten die in de regio geliefd zijn door hun werk of persoon, tot een minderheidsstroming behoren in zijn/haar partij en daarom daar niet veel te zeggen heeft.
- In districten met marginale verschillen in aanhang van twee of drie kandidaten kan een kiezer zich gedwongen voelen tot tactisch stemmen; dit vervormt de verkiezingsuitslag nog meer ten opzichte van wat de kiezers eigenlijk willen.

In alle deze gevallen kan een regering dan wel steunen op een meerderheid in het parlement, maar niet altijd op een meerderheid van de kiezers of op hun eigenlijke voorkeuren.